# Grodzisk Mazowiecki (stacja kolejowa)
Grodzisk Mazowiecki – stacja kolejowa w Grodzisku Mazowieckim, w województwie mazowieckim w Polsce. Według klasyfikacji PKP posiada kategorię dworca aglomeracyjnego.

## Historia

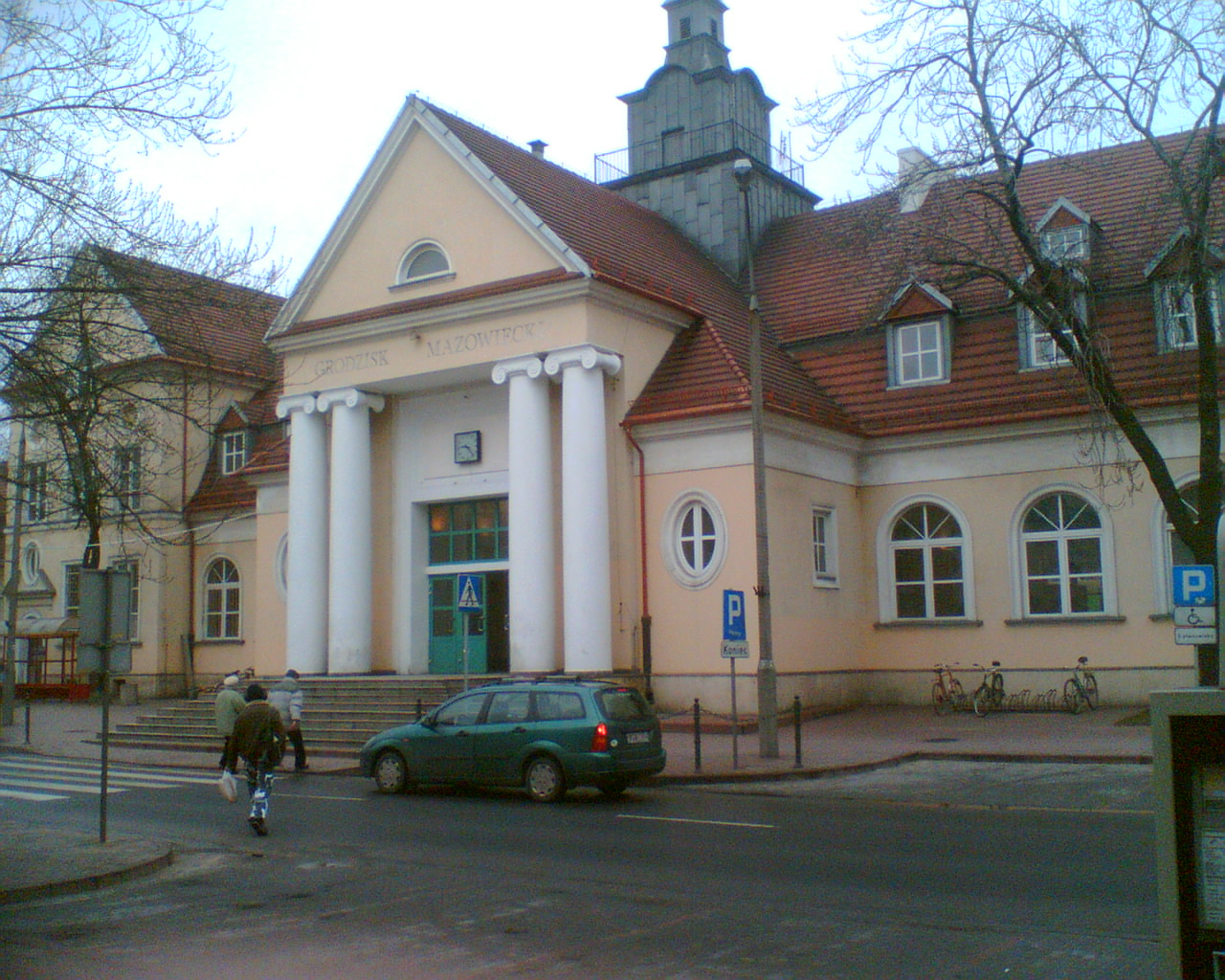
Dworzec kolejowy w Grodzisku Mazowieckim, zbudowany w stylu dworkowym

Była jedną z pierwszych stacji Kolei Warszawsko-Wiedeńskiej (Droga Żelazna Warszawsko-Wiedeńska) – linii kolejowej łączącej Warszawę z granicą zaboru austriackiego (Galicją). Pierwsza linia kolejowa na ziemiach ówczesnego Królestwa Polskiego. Pierwszy odcinek wybudowano w 1845. Obecny budynek dworca wybudowano w latach 1922-1924 według projektu pracowni sekcji architektonicznej Warszawskiej Dyrekcji Kolejowej pod kierunkiem Bronisława Brochwicza-Rogóyskiego i jego zastępców Romualda Millera i Józefa Wołkanowskiego, na miejscu zniszczonego w czasie I wojny światowej. Od 1972 roku jest wpisany do rejestru zabytków. W latach 90. XX w. budynek przeszedł gruntowny remont. Ufundowano wówczas tablicę, która upamiętnia przyjazd w dniu 14 czerwca 1845 r. pierwszego pociągu Kolei Warszawsko-Wiedeńskiej do stacji Grodzisk. W 2016 roku zewnętrznie i wewnętrznie przeszedł remont, wyremontowany został też tunel.
Od 15 grudnia 2019 pociągi spółki PKP Intercity zatrzymują się na stacji w Grodzisku Mazowieckim, a od 15 czerwca 2020 roku zatrzymują się także pociągi InterREGIO.

## Ruch pasażerski[8]
| Rok  | Wymiana pasażerska na dobę | Miejsce w Polsce |
| ---- | -------------------------- | ---------------- |
| 2017 | 8000 - 10 000              | bd.              |
| 2018 | 8000 - 10 000              | bd.              |
| 2019 | 6000 - 8000                | 39.              |
| 2020 | 8000 - 10 000              | 16.              |
| 2021 | 10 000 - 12 000            | 15.              |
| 2022 | 13 000 - 15 000            | 16.              |
| 2023 | 13 000 - 15 000            | 17.              |
| 2024 | 10 000 - 12 000            | 26.              |

## Połączenia
Na stacji zatrzymują się pociągi regionalne KM, jak i dalekobieżne IC.
Zatrzymują się także pociągi międzynarodowe do Pragi.

## Wnętrze budynku dworca
W budynku dworca kolejowego w Grodzisku Mazowieckim znajdują się kasy biletowe KM oraz PKS, poczekalnia, toalety oraz Centrum Informacji Turystycznej „PKP Przestrzeń Kulturze Przyjazna”. Na terenie poczekalni mieści się też nowoczesna instalacja jaką jest Książkomat.

## Galeria

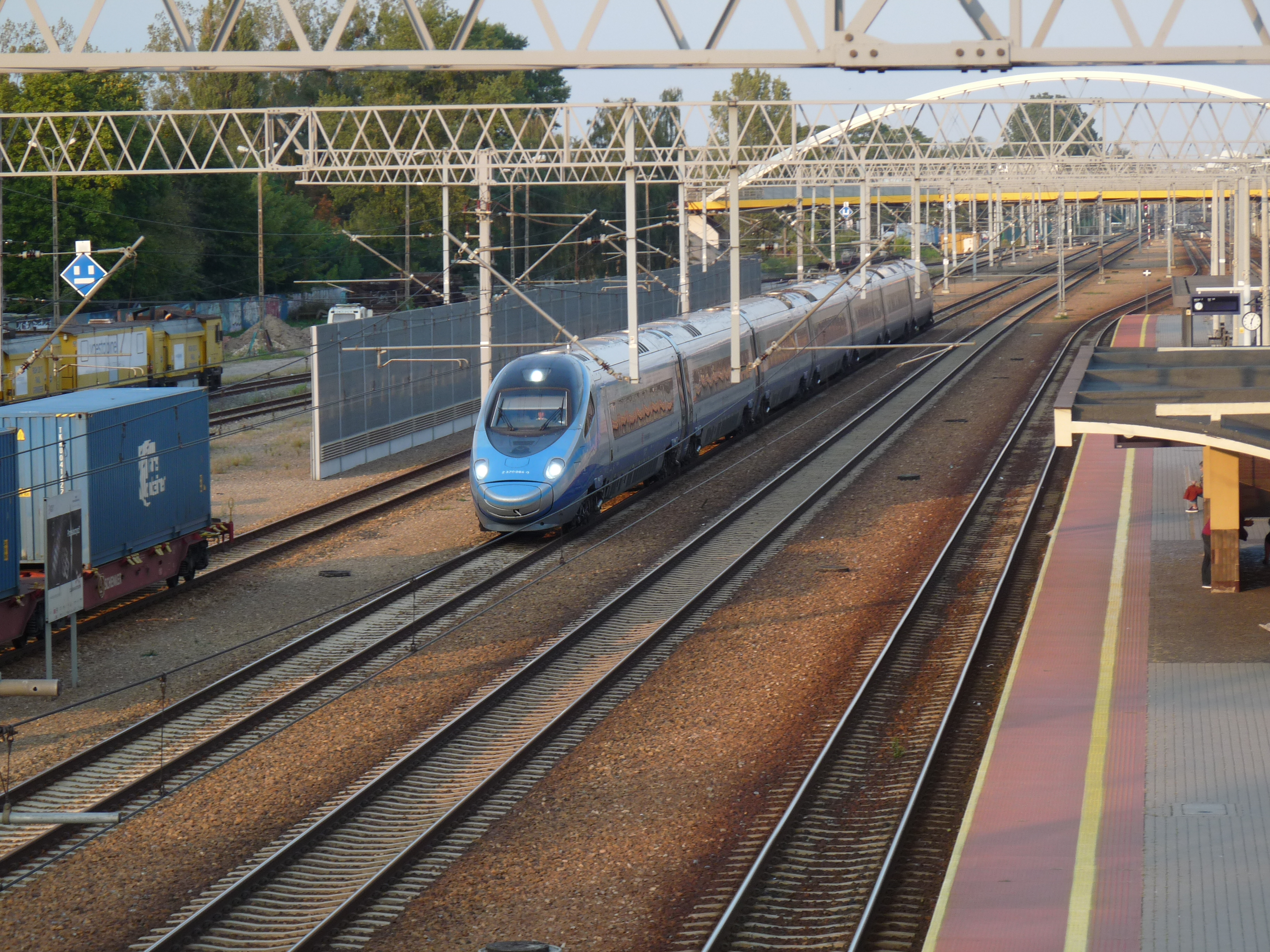
Pociąg ED250 na stacji
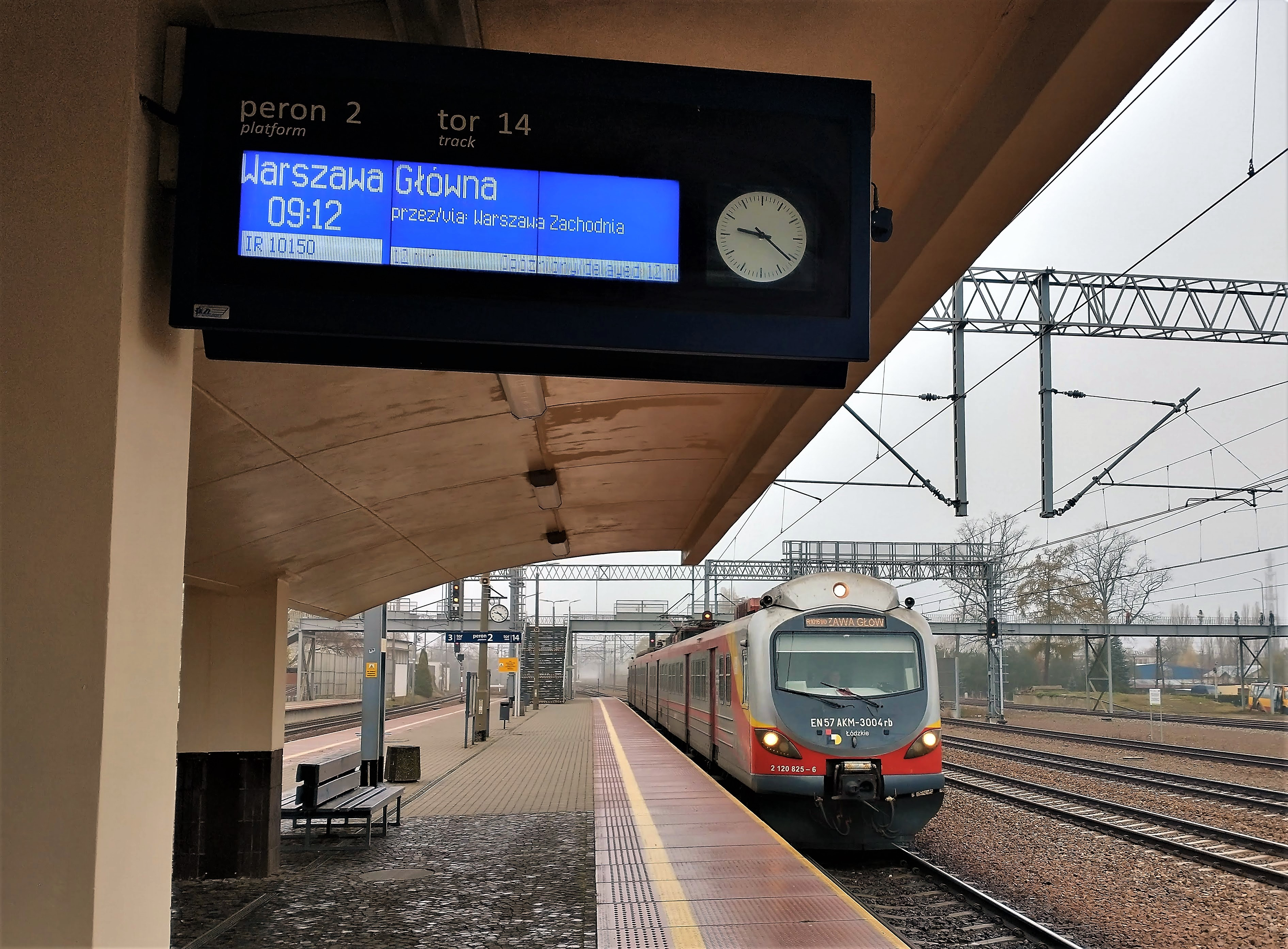
Pociąg InterREGIO przy peronie 2
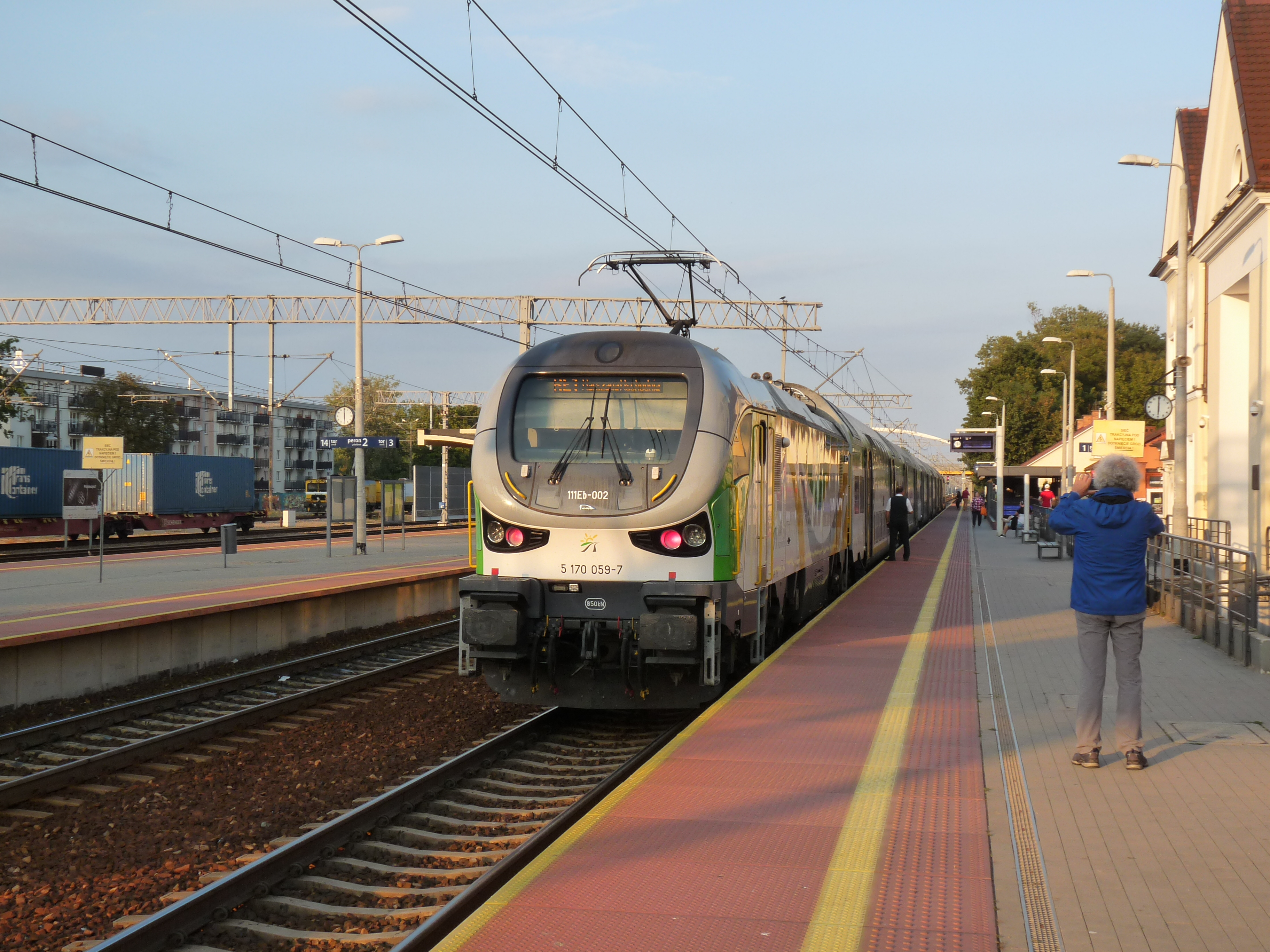
Pociąg przyśpieszony KM przy peronie 1
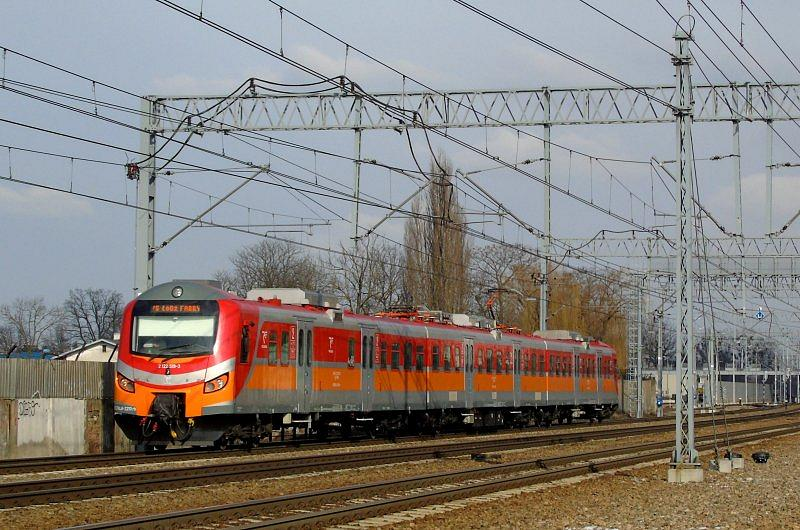
Pociąg Polregio na stacji
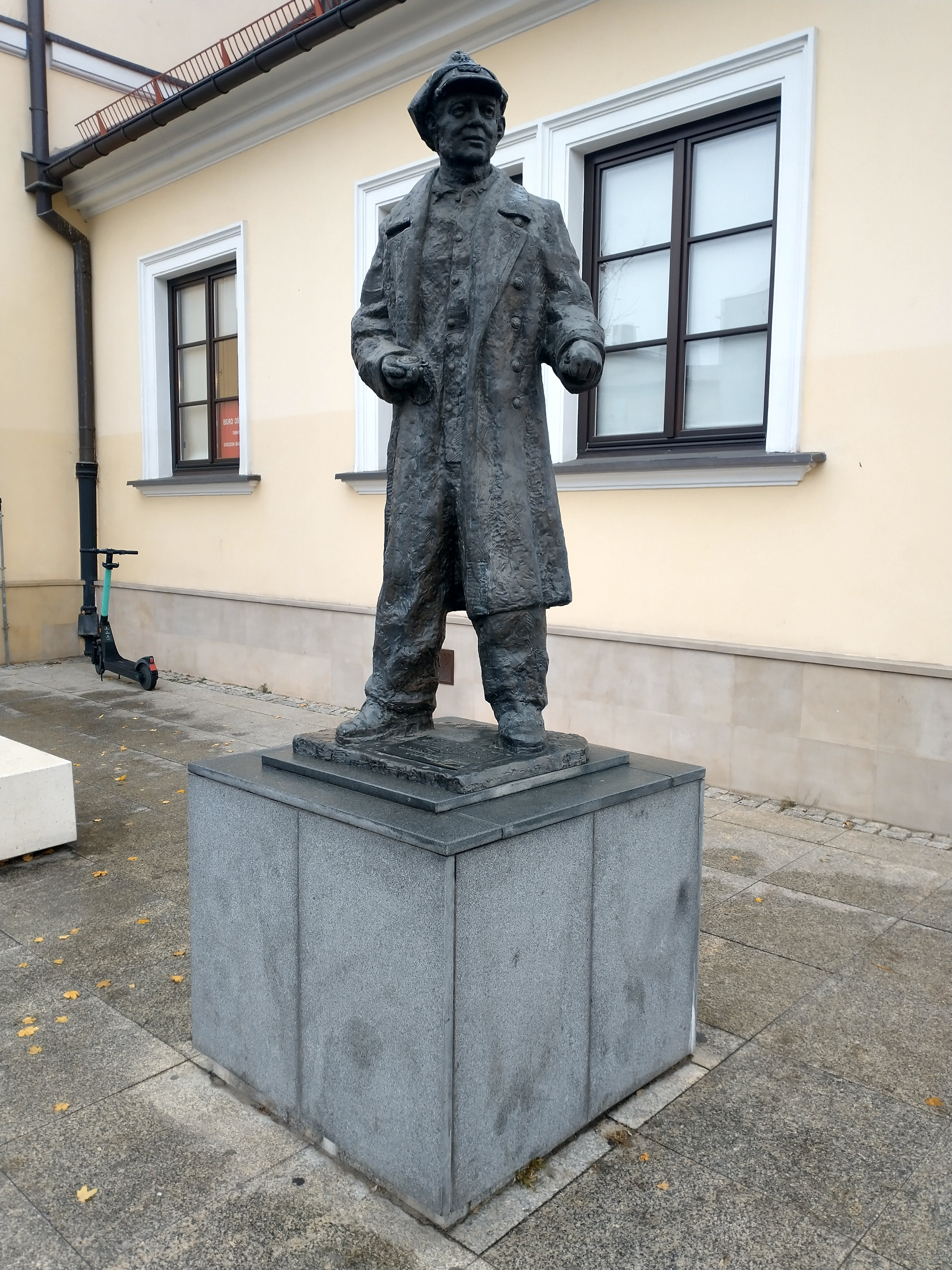
Pomnik Kolejarza przy wschodniej części dworca